# Вершина холма
«Вершина холма» (англ. The Top of the Hill) — роман американского писателя Ирвина Шоу, написанный в 1979 году.
Одно из последних произведений автора.

## Сюжет
Главный герой Майкл Сторз обожает экстремальные развлечения. Прыжки с парашютом, сёрфинг, дельтапланеризм, катание на лыжах — все это доставляет ему огромное удовольствие. Вместе с тем Сторза тяготит жизнь в Нью-Йорке с её шумом и постоянной суетой, а работа в конторе становится для него все невыносимее. Энергия неудержимо рвется из него, и он хочет направить её на то, что его действительно привлекает. Поэтому Сторз начинает искать такую жизнь, которая была бы проще и свободнее.

## Экранизация
В 1980 году по роману был снят одноимённый телевизионный фильм о зимних Олимпийских играх в Лейк-Плэсид.